# Thyrsodium herrerense
Thyrsodium herrerense är en sumakväxtart som beskrevs av F. Encarnación. Thyrsodium herrerense ingår i släktet Thyrsodium och familjen sumakväxter. Inga underarter finns listade i Catalogue of Life.